# تاكومي فوجيتاني
تاكومي فوجيتاني (باليابانية: 藤谷 匠) (مواليد 6 ديسمبر 1995) هو لاعب كرة قدم ياباني.

## وصلات خارجية
- تاكومي فوجيتاني على موقع رابطة كرة القدم اليابانية للمحترفين (اليابانية)
- تاكومي فوجيتاني على موقع قاعدة بيانات كرة القدم.إي يو (الإنجليزية)
- تاكومي فوجيتاني على موقع Soccerway.com (الإنجليزية)
- تاكومي فوجيتاني على موقع عالم كرة القدم.نت (الإنجليزية)